# Józef Brzostowski (rzeźbiarz)
Józef Korwin Brzostowski (ur. 1826 w Alwerni, zm. 18 stycznia 1900 w Krakowie) – polski rzeźbiarz, konserwator.

## Życiorys
Brzostowski mieszkał w Krakowie co najmniej od 1857 roku. W tutejszym kościele Mariackim w 1859 roku wziął ślub z 17-letnią Rozalią z Grabkowskich, z którą doczekał się czworga dzieci: córek Bronisławy Florentyny (ur. 1860), Marii Magdaleny (ur. 1863) i Heleny oraz syna Stanisława (ur. 1866). Pod koniec lat 70. rodzina zamieszkała w Szarej Kamienicy, gdzie Brzostowski urządził swoją pracownię i gdzie mieszkał do śmierci.
W 1859 roku zainteresował się płaskorzeźbami ze scenami z życia św. Jana Chrzciciela, pochodzącymi z ołtarza św. Jana i znajdującymi się na filarach w kościele św. Floriana, i postanowił wykonać ich kopie. Jednocześnie ówczesny proboszcz, ks. Karol Teliga, zadecydował o przeprowadzeniu konserwacji oryginałów i ich scaleniu. Oba te zadania powierzył Brzostowskiemu. Wykonał on neogotycką nastawę ołtarzową, zaprojektowaną przez Teofila Żebrawskiego, w której umieścił wspomniane płaskorzeźby, oraz w części środkowej grupę rzeźbiarską ze św. Janem Chrzcicielem i aniołami, odnalezioną w kościele franciszkanów. Kopie, jako część spuścizny po ks. Telidze, z czasem trafiły do katedry na Wawelu. Sam ołtarz natomiast został zagrabiony w czasie II wojny światowej i gdy w 1948 roku powrócił do Krakowa, pozbawiony był oryginalnych płaskorzeźb i rzeźb ze zwieńczenia, dlatego postanowiono w obudowę wkomponować kopie autorstwa Brzostowskiego. W takiej formie do dziś znajduje się on w kościele św. Floriana. Dzięki starannemu i dość wiernemu wykonaniu, płaskorzeźby te w literaturze powojennej bywały uznawane za oryginały, zaś błędne odczytanie sygnatury Brzostowskiego doprowadziło do przypisania ich autorstwa Hansowi Suessowi z Kulmbachu.
W latach 1861–1862 Brzostowski sporządził szczegółowe opisy Ołtarza Mariackiego, uwzględniające jego ubytki i zniszczenia, a także proponowane przez niego prace konserwatorskie, które sam chciał przeprowadzić. Ostatecznie w wyniku konkursu (w którym stanął również Brzostowski) w 1867 roku przeprowadzenie renowacji powierzono jednak Kazimierzowi Wakulskiemu. Mimo to Brzostowski nie porzucił swojego zainteresowania rzeźbą średniowieczną. W latach 1870–1871 konserwował dwa tryptyki z kaplicy Świętokrzyskiej w katedrze na Wawelu: Św. Trójcy oraz Matki Boskiej Bolesnej, a w latach 1883-1884 tryptyk zw. ołtarzem Jana Olbrachta.

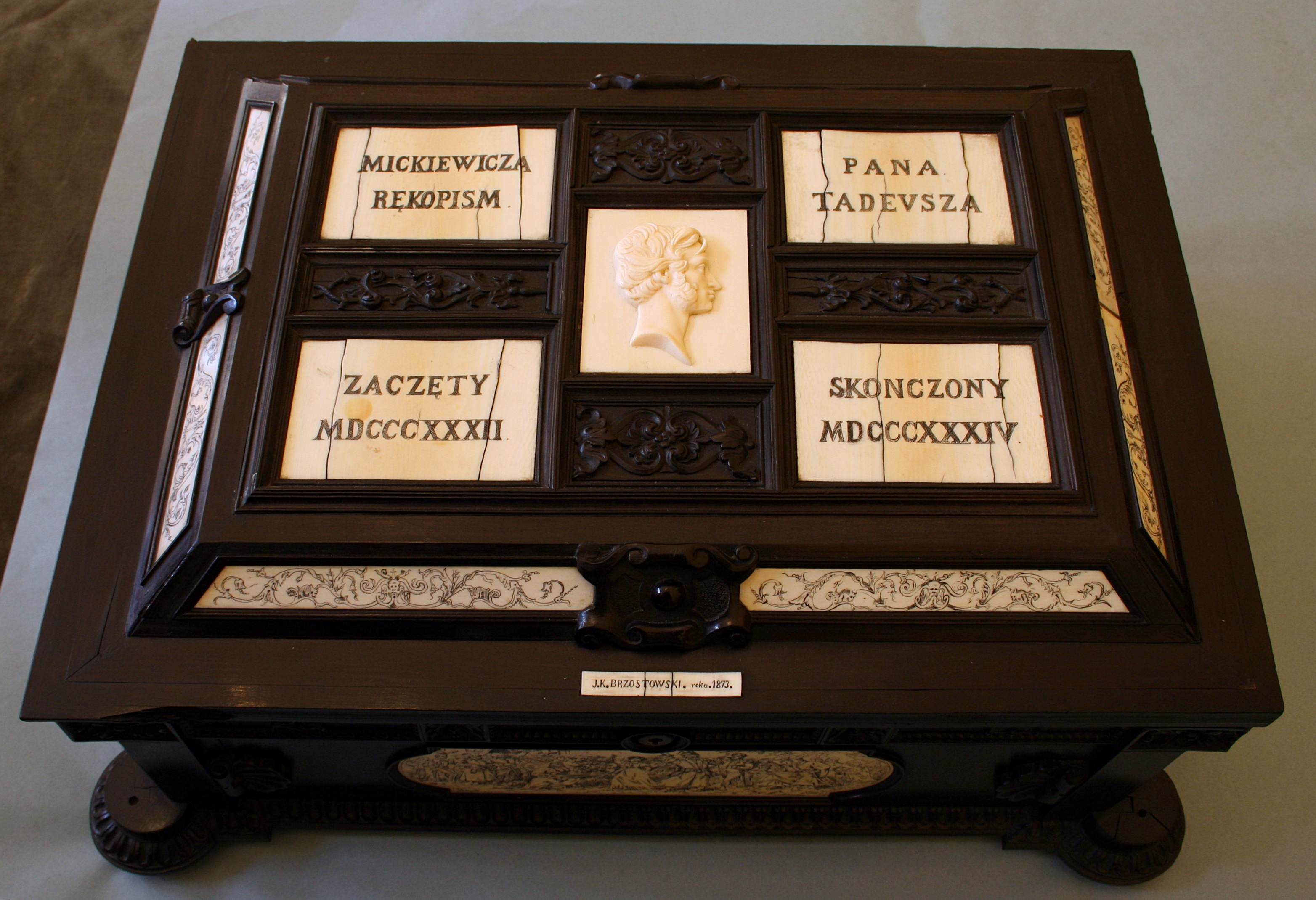
Józef Brzostowski, Kaseta na rękopis Pana Tadeusza, 1873

Brzostowski wykonywał również rzeźby, a także meble czy elementy wyposażenia kościołów. Do domowej kaplicy ks. Teligi w 1867 roku wykonał ołtarz, obecnie znajdujący się w bocznej nawie kościoła w Świątnikach Górnych. Do kościoła św. Janów w Krakowie w 1873 roku wykonał rzeźbioną przesłonę, usytuowaną po lewej stronie ołtarza głównego, zaś do refektarza klasztoru prezentek – klęcznik-pulpit. Brzostowski jest także autorem kasety z 1873 roku, w której przechowywany jest rękopis Pana Tadeusza (obecnie w zbiorach Ossolineum), a także kabinetu z 1887 roku, zdobionego przedstawieniami o tematyce patriotycznej, nawiązującymi do wydarzeń z czasów powstania styczniowego (obecnie w zbiorach Zamku Królewskiego na Wawelu).
W zbiorach Muzeum Narodowego w Krakowie znajduje się portret Brzostowskiego namalowany w 1863 roku przez Wilhelma Leopolskiego (nr inw. MNK II-a-229).